# Vilhelm Sefve-Svensson
Vilhelm Svensson, född 11 mars 1849 i Kroppåkra, Munka-Ljungby församling i Kristianstads län, död 29 juni 1928 i Norrköpings Sankt Olai församling, Norrköpings stad, var en svensk folkskollärare och körledare.

## Biografi
Vilhelm Svensson föddes 1849 i Munka-Ljungby församling i Kristianstads län. Svensson verkade som lärare vid Norrköpings folkskolor mellan 1876 och 1913 och undervisade även de högre klasserna i sång. Dessutom var han i många år ledare för Sankt Olai kyrkokör. Under namnet Vilh. Sefve gav han ut ett flertal sångböcker, bland andra Sångbok för folkskolan och Ungdomssånger för skolor, hem och föreningar. Han avled 1928 i Norrköping.

## Musik skriven av Vilhelm Svensson
- Tomtarnas julnatt (Midnatt råder eller Tipp, tapp), under pseudonymen "Vilh. Sefve"